# Национальный орден Симона Боливара
Национальный орден Симона Боливара — государственная награда Боливии.

## История
Национальный орден Симона Боливара был учреждён 24 июля 1986 года с целью вознаграждения граждан республики и иностранцев за значительный вклад в развитие Боливии.
Орден имеет три класса: 
- Кавалер/Дама Большого креста – знак ордена на широкой чрезплечной ленте и звезда ордена на левой стороне груди.
- Командор – знак ордена на шейной ленте.
- Офицер – знак ордена на нагрудной ленте с розеткой.

| Орденские планки |          |                         |
| Офицер           | Командор | Кавалер Большого креста |

## Описание
Знак ордена – золотой пятиконечный, с расширяющимися раздвоенными лучами крест красной эмали с золотыми шариками на концах наложенный на лавровый венок зелёной эмали. В центре круглый медальон с рельефным профильным погрудным портером Симона Боливара. Знак при помощи переходного звена в виде лаврового венка зелёной эмали крепится к орденской ленте.
Звезда ордена серебряная восьмиконечная, формируемая прямыми заострёнными двугранными лучиками. Между основными лучами размещены ещё по два заострённых двугранных лучика. В центре звезды овальный медальон с рельефным профильным погрудным портером Симона Боливара.
Лента ордена шёлковая муаровая красного цвета.
В инсигнии ордена также входят миниатюра и орденская планка.